# Sadu
Sadu – wieś w Rumunii, w okręgu Sybin, w gminie Sadu. W 2011 roku liczyła 2365 mieszkańców.